# Список графов Тоннера
Граф Тоннера (фр. comte de Tonnerre) — титул правителя средневекового графства Тоннер, находившегося в вассальной зависимости от герцогства Бургундия.

## Первые графы
- 877: Эд (ум. после 886), граф Труа (Эд II) 871—876, граф Тоннера в 877, вероятно сын Эда I, графа Труа
- 884/888: Милон (I) (ум. ок. 901), граф Тоннера в 884—888
- 950/970: Ги (ум. после 970), граф Тоннера в 950—970
- 975/980: Милон II (ум. ок. 980/992), граф Тоннера в 975—980
- 997: Милон III (IV) (ум. после 1002), граф Тоннера в 997, правнук Милона I
- ок. 1002 — ок. 1039: Рено I (ум. ок. 1039), граф Тоннера с ок. 1002, сын предыдущего
- ок. 1039 — ок. 1046: Милон V (ум. ок. 1046), граф Тоннера с ок. 1039, внук Милона II
- ок. 1046 — 1065: Гуго Рено (ум. 1084), граф Тоннера ок. 1039—1065, граф де Бар-сюр-Сен, епископ Лангра с 1065, сын предыдущего
- 1065: Ирменгарда (ум. до 1083), графиня Тоннера с 1065
муж: Гильом I (1029—1083), граф Невера, Осера и Тоннера

## Наследственные графы
Неверский дом
- 1065—1083: Гильом I (1029—1083), граф Невера и Осера с 1040, граф Тоннера с 1065
- 1083— после 1099: Гильом II (ум. после 1097), граф Тоннера с 1083, сын предыдущего
- после 1099—1148: Гильом III (ок. 1083—1148), граф Невера (Гильом II), Осера (Гильом II) с ок. 1089 и Тоннера с после 1099, сын графа Невера Рено II, внук Гильома I
- 1148—1161: Гильом IV (ок. 1110—1161), граф Невера (Гильом III), Осера (Гильом III) и Тоннера с 1147, сын предыдущего
- 1161—1175: Ги I (ум. 1176), граф Тоннера с 1161, граф Невера и Осера с 1168, брат предыдущего
- 1175-1192 Матильда Бургундская, вдова предыдущего, получила графство Тоннер в качестве вдовьей части
- 1176—1181: Гильом V (ум. 1181), граф Невера, Осера и Тоннера с 1176, сын предыдущего
- 1181—1193: Агнес I (ум. 1193), графиня Невера, Осера и Тоннера с 1181, сестра предыдущего
муж: с 1184 Пьер II де Куртене

Дом Куртене
- 1184—1207: Пьер II де Куртене (ок. 1167—1217), сеньор де Куртене 1180—1217, граф Невера 1184—1207, граф Осера и Тоннера 1184—1217, маркиз Намюра 1193—1217, император Латинской империи 1217
- 1207—1257: Матильда (Маго) I де Куртене (1188—1256), графиня Невера с 1207, графиня Осера и Тоннера с 1217, дочь предыдущего
1-й муж: с 1199 Эрве IV де Донзи (ок. 1175—1222), барон де Донзи с 1187, граф Невера с 1207, Осера и Тоннера (по праву жены) с 1217
2-й муж: с 1226 Гиг IV (ок. 1199—1241), граф де Форе (Гиг IV) с 1203, граф Невера, Осера и Тоннера (по праву жены) с 1226

Наследники графств Невер, Осер и Тоннер в 1222—1257
- 1222—1225: Агнес де Донзи (ок. 1205—1225), дама де Донзи с 1222, наследница графств Невер, Осер и Тоннер с 1222, дочь Матильды и Эрве IV де Донзи
муж: Ги I (IV) де Шатильон (до 1196—1226), граф де Сен-Поль с 1221
- 1225—1250: Гоше де Шатильон (ум. 1250), сеньор де Донзи, наследник графств Невер, Осер и Тоннер с 1225, сын предыдущей
- 1250—1254: Иоланда де Шатильон (до 1221—1254), дама де Донзи с 1250, наследница графств Невер, Осер и Тоннер с 1250, сестра предыдущего

муж: Аршамбо IX де Бурбон-Дампьер (1205—1249), сеньор де Бурбон с 1242
Дом Бурбон-Дампьер
- 1257—1262 : Матильда II (ок. 1234—1262), дама де Бурбон с 1249, дама де Донзи с 1254, графиня Невера, Осера и Тоннера с 1257, дочь предыдущей
муж: Эд Бургундский

Старший Бургундский дом
- 1254—1262: Эд Бургундский (1230—1266), наследник герцогства Бургундия, граф Невера с 1254, Осера и Тоннера с 1257, муж предыдущей
- 1262—1308: Маргарита (1251—1308), графиня Тоннера с 1262, королева Неаполя и Сицилии с 1268, дочь предыдущего

Дом Шалон-Осер
- 1293—1304: Гильом (ок. 1270—1304), граф Осера с 1290, граф Тоннера с 1293, сын предыдущего
- 1304—1335: Жан II (ок. 1292—1362), граф Осера с 1304, граф Тоннера 1304—1335, сеньор де Рошфор с 1309, сын предыдущего
- 1335—1360: Жанна I (1300—1360), графиня Тоннера с 1335, сестра предыдущего
- 1362—1379: Жан III (ум. 1379), граф Осера 1362—1370, граф Тоннера с 1360, сын Жана II
- 1379—1398: Людовик I (ум. 1398), граф Тоннера с 1379, сын предыдущего
- 1398—1410: Людовик II (ум. до 1422), граф Тоннера 1398—1410, титулярный граф Тоннера с 1410, сын предыдущего

В 1410 году графство Тоннер было конфисковано герцогом Бургундии Жаном Бесстрашным, который передал его Артуру де Ришмону. В 1435 году Тоннер был возвращен сестре графа Луи II.
- 1410 — до 1422: Луи II (ум. до 1422),
- до 1422 — 1424: Гуго (ум. 1424), титулярный граф Тоннера с до 1422, брат предыдущего
- 1424—1440: Жанна II (ум. 1440), титулярная графиня Тоннера с 1424, графиня Тоннера с 1435, сестра предыдущего
- 1440—1463: Маргарита (ум. 1463), графиня де Тоннер с 1440, сестра предыдущего
муж: Оливье, сеньор де Юссон

Дом Юссон
- 1463—1476: Жан IV (1405—1476), граф Тоннера с 1463, сеньор де Сен-Эньян, сын предыдущей
- 1476—1492: Шарль (ум. 1492), граф Тоннера и сеньор де Сен-Эньян с 1476, сын предыдущего
- 1492—1508: Людовик III (ум. 1508), граф Тоннера с 1492, сын предыдущего
- 1508—1524: Клод (ум. 1524), граф Тоннера с 1508, сын предыдущего
- 1524—1537: Людовик IV (ум. 1537), граф Тоннера с 1492, брат предыдущего
- 1537—1540: Анна (1475—1540), графиня Тоннера с 1537, дочь Шарля де Юссона
муж: Бернар де Клермон (1440—1532), виконт де Тальяр

Дом Клермон-Тоннер
- 1540—1592: Луиза (1496—1592), графиня Тоннера с 1540, дочь предыдущей
- 1592—1640: Шарль Анри (1572—1640), граф де Клермон с 1578, граф Тоннера с 1592, сын Анри де Клермона, племянника предыдущей
- 1640—1679: Франсуа (1601—1679), граф Клермона и Тоннера с 1640, сын предыдущего
- 1679—1682: Жак (ум. 1682), граф Клермона и Тоннера с 1679, сын предыдущего
- 1682—1684: Франсуа Жозеф (ум. 1705), граф Клермона с 1679, граф Тоннера 1682—1684, сын предыдущего

В 1684 году Франсуа Жозеф продал Тоннер Франсуа Мишелю Летелье, маркизу де Лувуа
Дом Летелье
- 1684—1691: Франсуа Мишель Летелье (1641—1691), маркиз де Лувуа, граф Тоннера с 1684, военный министр Франции с 1668
- 1691—1721: Мишель Франсуа (1663—1721), маркиз де Куртанво, граф Тоннера с 1691, сын предыдущего
- 1721—1781: Франсуа Сезар (1718—1781), маркиз де Куртанво и граф Тоннера с 1721, герцог де Дудовиль, внук предыдущего
- 1781—1785: Людовик V (1718—1781), маркиз де Сувре и де Лувуа, граф Тоннера с 1781, сын предыдущего
- 1785—1789: Людовик VI (1783—1844), маркиз де Сувре и де Лувуа, граф Тоннера 1785—1789, сын предыдущего

В результате Великой французской революции 1789 года графство Тоннер было конфисковано и вошло в состав департамента.